# جون هینین
جون هینین (هلندی: John Heijning; ۱۲ دسامبر ۱۸۸۴ – ۱۹ مهٔ ۱۹۴۷) بازیکن فوتبال اهل هلند بود.
وی همچنین در تیم ملی فوتبال هلند بازی کرده‌است.